# Gare... à Patof
Albums de Patof
Patofville – Patof et ses amis
(1976) Tut-Tut / Fafouin
(1976)
Gare... à Patof est le douzième album de Patof, commercialisé en 1976.
Il s'agit du dix-neuvième album de la série Patof, il porte le numéro de catalogue PA 49311 (C 1127/8).
Le clown Patof est un personnage de la série télévisée québécoise pour enfants Patofville, il est personnifié par Jacques Desrosiers.

## Titres
| 1. | Patof es-tu heureux?              | Pete Tessier, Jacques Desrosiers, Claude Leclerc | 2:18 |
| 2. | Ma souris Mélanie                 | Pete Tessier, Claude Leclerc                     | 2:15 |
| 3. | Un enfant pleure                  | Pierre Laurendeau                                | 3:30 |
| 4. | Blues pour mes tatanes            | Pete Tessier, Claude Leclerc                     | 3:43 |
| 5. | Mon chien, mon chat et mes lapins | Pierre Laurendeau                                | 2:04 |

| 6.  | Les jeux Olympiques    | Pete Tessier, Claude Leclerc | 2:42 |
| 7.  | Si j'étais un papillon | Pete Tessier, Claude Leclerc | 2:13 |
| 8.  | J'ai un gros nez rouge | Pierre Laurendeau            | 2:58 |
| 9.  | Au royaume des enfants | Pete Tessier, Claude Leclerc | 2:34 |
| 10. | Mon habit de soleil    | Pete Tessier, Claude Leclerc | 2:10 |

## Crédits
- Arr. Orch. : Daniel Hétu
- Production : Pete Tessier
- Photo : Daniel Poulin